# Diritti LGBT in Oceania
     Matrimonio omosessuale
     Riconoscimento dei matrimoni celebrati altrove nel paese (Samoa americane)
     Nessun riconoscimento delle coppie dello stesso sesso
     Divieto costituzionale al matrimonio omosessuale (Palau)
     Divieto non applicato circa l'attività sessuale tra persone dello stesso sesso
     Omosessualità illegale (pene variabili)

Situazione legislativa in Oceania:
Matrimonio omosessuale
Riconoscimento dei matrimoni celebrati altrove nel paese (Samoa americane)
Nessun riconoscimento delle coppie dello stesso sesso
Divieto costituzionale al matrimonio omosessuale (Palau)
Divieto non applicato circa l'attività sessuale tra persone dello stesso sesso
Omosessualità illegale (pene variabili)

Questa è una lista di tutte le leggi in Oceania che concernono l'omosessualità ed è organizzata alfabeticamente per regione. 
Va osservato, comunque, che è possibile che nazioni che abbiano mantenuto leggi contro i diritti LGBT possono, a livello pratico, non metterle in atto. 
Viceversa, è possibile che un paese, pur non avendo leggi contro il comportamento omosessuale, sia caratterizzato da una cultura apertamente ostile verso le persone LGBT, che vengono così di fatto perseguitate con altri mezzi dalla società. 
Nessuna nazione ha mai criminalizzato unicamente l'omosessualità femminile; bensì si ha la criminalizzazione dell'omosessualità maschile e femminile o solo di quella maschile.
Contando anche le dipendenze territoriali, l'omosessualità rimane illegale in nove paesi. Nella seguente tabella, se non indicata, l'età di consenso per le relazioni omosessuali è la stessa di quella per le relazioni eterosessuali; al contrario, viene indicata se differente.

## Tabella per stato
Le nazioni in grassetto sono quelle nazioni che ancora posseggono leggi contrarie all'omosessualità o che non posseggono leggi contrarie ma che comunemente la condannano, se non specificamente, con altre leggi. 
In testo normale sono le nazioni che non condannano l'omosessualità o che, per di più, posseggono leggi antidiscriminatorie. 
Nella colonna "Leggi specifiche contro l'omosessualità", è indicato specificamente il precedente fattore; l'asterisco equivale all'eccezione: se posto con il NO, lo Stato non condanna l'omosessualità specificamente, ma lo fa per altre vie; se posto con il SI, lo Stato condanna l'omosessualità, ma quest'ultima rimane, in vari modi, tollerata.
Nella sezione "Note aggiuntive", pur sembrando una ripetizione dei dati precedenti, sono inserite le relative specificazioni sulle leggi (se noti l'articolo legislativo e la legge stessa, o parte di essa), eventuali note di chiarimento o l'anno di decriminalizzazione/criminalizzazione dell'omosessualità.

### Australasia
| Nazione       | Matrimonio | Adozione congiunta | Adozione dei figli del partner | Unioni Civili | Leggi specifiche contro l'omosessualità | Pena | Leggi contro la discriminazione sulla base dell'orientamento sessuale | Note aggiuntive |
| ------------- | ---------- | ------------------ | ------------------------------ | ------------- | --------------------------------------- | ---- | --------------------------------------------------------------------- | --- |
| Australia     | Sì         | Sì                 | Sì                             | Sì            | No                                      | -    | Sì                                                                    | |
| Nuova Zelanda | Sì         | Sì                 | Sì                             | Sì            | No                                      | -    | Sì                                                                    | La decriminalizzazione dell'omosessualità si ha nel 1986. Nel 2004 vengono approvate le unioni civili in luogo delle prime leggi anti-discriminazione del 1993. L'adozione è legale dal 2007. |

### Melanesia
| Nazione            | Matrimonio | Adozione congiunta | Adozione dei figli del partner | Unioni Civili                  | Leggi specifiche contro l'omosessualità | Pena                          | Leggi contro la discriminazione sulla base dell'orientamento sessuale | Note aggiuntive |
| ------------------ | ---------- | ------------------ | ------------------------------ | ------------------------------ | --------------------------------------- | ----------------------------- | --------------------------------------------------------------------- | --- |
| Figi               | No         | No                 | No                             | No                             | No                                      | -                             | Sì                                                                    | L'omosessualità maschile è stata legalizzata nel 2010, quella femminile era già legale.                                                            |
| Isole Salomone     | No         | No                 | No                             | No                             | Sì                                      | Ammenda - 14 anni di prigione | No                                                                    | L'omosessualità è punita dalla sezione 160 del Codice Penale.                                                                                      |
| Nuova Caledonia    | Sì         | Sì                 | Sì                             | Sì (Pacte civil de solidarité) | No                                      | -                             | Sì                                                                    | La Nuova Caledonia è una collettività d'oltremare francese, quindi vige la legge francese.                                                         |
| Papua Nuova Guinea | No         | No                 | No                             | No                             | Sì (solo maschile)                      | Ammenda - 14 anni di prigione | No                                                                    | L'omosessualità e il rapporto anale sono puniti dalla sezione 210 del Codice Penale 1974.                                                          |
| Vanuatu            | No         | No                 | No                             | No                             | No                                      | -                             | Sì                                                                    | L'omosessualità è legale anche se l'età di consenso per l'attività omosessuale è posta a 18 anni, anziché 15 (età di consenso per gli altri tipi). |

### Micronesia
| Nazione                       | Matrimonio | Adozione congiunta | Adozione dei figli del partner | Unioni Civili | Leggi specifiche contro l'omosessualità | Pena                          | Leggi contro la discriminazione sulla base dell'orientamento sessuale | Note aggiuntive |
| ----------------------------- | ---------- | ------------------ | ------------------------------ | ------------- | --------------------------------------- | ----------------------------- | --------------------------------------------------------------------- | --- |
| Guam                          | Sì         | Sì                 | Sì                             | Sì            | No                                      | -                             | Sì                                                                    | Il Guam è un territorio statunitense. La legalizzazione della sodomia è avvenuta nel 1979. Dal 1999 si hanno leggi anti-discriminazione ed i primi diritti per le coppie si hanno dal 2002. L'adozione è possibile dal 2006. Comunque, le fondamentaliste chiese cattoliche, mormoniche e cristiane in genere hanno creato un'atmosfera repressiva per i gay cosicché si ha una chiusura e riservatezza da parte loro che rende difficile la possibilità di raggruppare insieme la comunità per essere maggiormente esposti. |
| Isole Marianne Settentrionali | Sì         | Sì                 | Sì                             | Sì            | No                                      | -                             | Sì                                                                    | |
| Isole Marshall                | No         | No                 | No                             | No            | No                                      | -                             | Sì                                                                    | L'omosessualità è stata legalizzata nel 2005. |
| Kiribati                      | No         | No                 | No                             | No            | Sì (solo maschile)                      | Ammenda - 14 anni di prigione | Sì                                                                    | L'omosessualità è criminalizzata dalle sezioni 153, 154 e 155 del Codice Penale 1977. |
| Nauru                         | No         | No                 | No                             | No            | No                                      | -                             | No                                                                    | L'omosessualità maschile è stata legalizzata nel 2016, quella femminile era già legale. |
| Palau                         | No         | No                 | No                             | No            | No                                      | -                             | No                                                                    | L'omosessualità maschile è stata legalizzata nel 2014, quella femminile era già legale. Dal 2008 la Costituzione del paese definisce il matrimonio come l'unione tra un uomo e una donna. |
| Stati Federati di Micronesia  | No         | No                 | No                             | No            | No                                      | -                             | Sì                                                                    | Nessuna legislazione specifica contraria. |

### Polinesia
| Nazione            | Matrimonio | Adozione congiunta | Adozione dei figli del partner | Unioni Civili                  | Leggi specifiche contro l'omosessualità | Pena                          | Leggi contro la discriminazione sulla base dell'orientamento sessuale | Note aggiuntive |
| ------------------ | ---------- | ------------------ | ------------------------------ | ------------------------------ | --------------------------------------- | ----------------------------- | --------------------------------------------------------------------- | --- |
| Isole Cook         | No         | No                 | No                             | No                             | No                                      | -                             | Sì                                                                    | L'omosessualità maschile è stata legalizzata nel 2023, quella femminile era già legale.                                 |
| Isole Pitcairn     | Sì         | Sì                 | Sì                             | Sì                             | No                                      | -                             | Sì                                                                    | |
| Niue               | No         | No                 | No                             | No                             | Sì                                      | -                             | No                                                                    | L'omosessualità è illegale, benché, pur essendone parte, la Nuova Zelanda la decriminalizzò nel 1986.                   |
| Polinesia Francese | Sì         | Sì                 | Sì                             | Sì (Pacte civil de solidarité) | No                                      | -                             | Sì                                                                    | La Polinesia Francese è una collettività d'oltremare francese, quindi vige la legge francese.                           |
| Samoa              | No         | No                 | No                             | No                             | Sì (solo maschile)                      | Ammenda - 7 anni di prigione  | Sì                                                                    | L'omosessualità è criminalizzata dalle sezioni 67, 68 e 71 del Codice Penale 2013.                                      |
| Samoa Americane    | No         | No                 | No                             | No                             | No                                      | -                             | No                                                                    | |
| Tokelau            | No         | No                 | No                             | No                             | No                                      | -                             | No                                                                    | L'omosessualità è stata legalizzata nel 2003, benché, pur essendone parte, la Nuova Zelanda la decriminalizzò nel 1986. |
| Tonga              | No         | No                 | No                             | No                             | Sì (solo maschile)                      | Ammenda - 10 anni di prigione | No                                                                    | L'omosessualità è criminalizzata dalla sezione 136 del Codice Penale.                                                   |
| Tuvalu             | No         | No                 | No                             | No                             | Sì (solo maschile)                      | Ammenda - 14 anni di prigione | Sì                                                                    | L'omosessualità è criminalizzata dalle sezioni 153, 154 e 155 del Codice Penale.                                        |
| Wallis e Futuna    | Sì         | Sì                 | Sì                             | Sì (Pacte civil de solidarité) | No                                      | -                             | Sì                                                                    | Wallis e Futuna è una collettività d'oltremare francese, quindi vige la legge francese.                                 |